# Groupe Baert-Verney
Pour les articles homonymes, voir Baert et Verney.
Le Groupe Baert-Verney est un constructeur et exploitant de voies ferrées d'intérêt local (VFIL). À son apogée il possédait un réseau de 2 000 kilomètres de lignes. En 1927, le groupe est remplacé par la SCF Verney.

## Histoire
Le groupe est formé de la fusion en 1891 entre les entreprises Beldant et Baert , Verney et Dequaindry. Ils obtiennent ainsi la concession de nombreux réseaux ferroviaires. En 1927, le groupe prend le nom de SCF Verney.

## Réseaux exploités par le groupe
Réseaux concédés au groupe
- Chemins de fer départementaux du Finistère
- Tramways d'Eure-et-Loir
- Voies ferrées économiques du Poitou[2]
- Chemins de fer du Morbihan
- Tramways de la Vienne[3]
- Chemins de fer départementaux des Ardennes
- Chemins de fer départementaux de la Mayenne
- Compagnie des tramways normands
- Compagnie des Chemins de fer d'intérêt local du Territoire de Belfort

Tous les réseaux sont construits à voie métrique excepté une ligne de 10 km desservant le Mont Saint-Michel .